# Gabriella Pregnolato
Gabriella Pregnolato (Correggio, 30 maggio 1971) è una dirigente sportiva, ex ciclista su strada e pistard italiana, attiva tra le Elite dal 1989 al 2001.
Su strada fu quattro volte campionessa italiana a cronometro e una volta nella prova in linea, vincendo anche tre tappe al Giro d'Italia e quattro al Tour de France. Su pista vinse invece quattro titoli nazionali, di cui tre nell'inseguimento individuale: proprio gareggiando in tale specialità partecipò ai Giochi olimpici di Barcellona 1992. Dopo il ritiro è stata direttrice sportiva del team Safi/Astana.

## Palmarès

### Strada
- 1991

Gran Premio della Liberazione
- 1996

Campionati italiani, prova a cronometro
- 1997

Campionati italiani, prova a cronometro
3ª tappa Giro del Trentino
11ª tappa Giro d'Italia (Tolmezzo > Udine)
- 1998

Giro del Friuli
1ª tappa Tour de l'Aude (Lézignan-Corbières > Lézignan-Corbières)
1ª tappa Giro della Toscana
- 1999

1ª tappa Giro d'Italia (Ravenna > Misano Adriatico)
12ª tappa Giro d'Italia (Chiuppano > Piovene Rocchette)
Campionati italiani, prova a cronometro
6ª tappa, 1ª semitappa Tour Cycliste (Narbonne Plage > Agde)
6ª tappa, 2ª semitappa Tour Cycliste (Agde > Balaruc-les-Bains)
1ª tappa Giro della Toscana
5ª tappa Giro della Toscana
- 2000

Gran Premio Città di Castenaso
2ª tappa Giro della Provincia di Pordenone
Classifica generale Giro della Provincia di Pordenone
Campionati italiani, prova a cronometro
Campionati italiani, prova in linea
3ª tappa Tour Cycliste (Les Baux-de-Provence > Alès)
4ª tappa, 2ª semitappa Giro della Toscana (Campi Bisenzio > Campi Bisenzio)
- 2001

3ª tappa Tour Cycliste (Barbotan-les-Thermes > Bergerac)

### Pista
- 1991

Campionati italiani, inseguimento individuale
- 1992

Campionati italiani, inseguimento individuale
- 1993

Campionati italiani, inseguimento individuale
- 1998

Campionati italiani, corsa a punti